# Laurent Derache

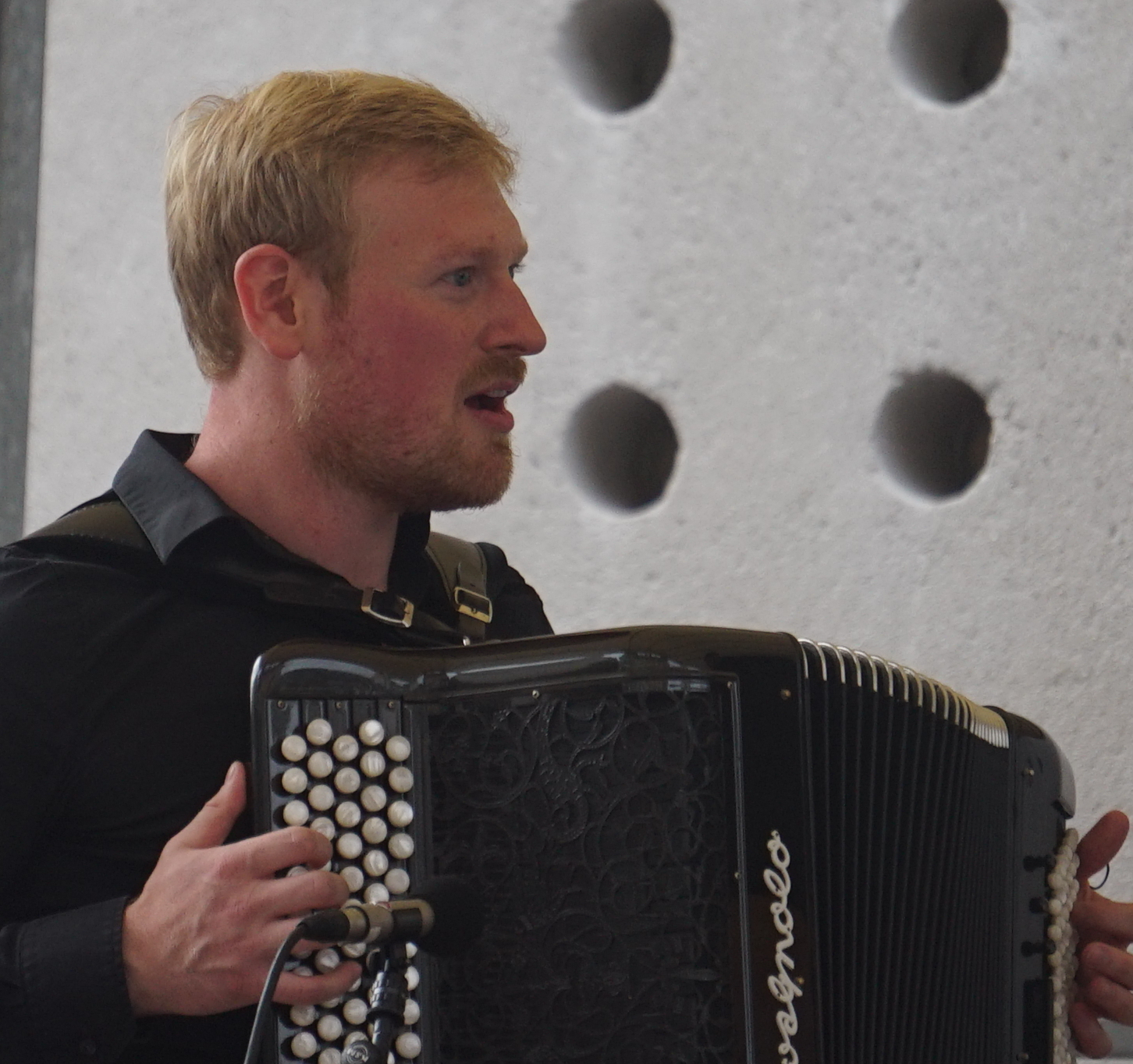
Laurent Derache bei einem Auftritt in Reims 2017

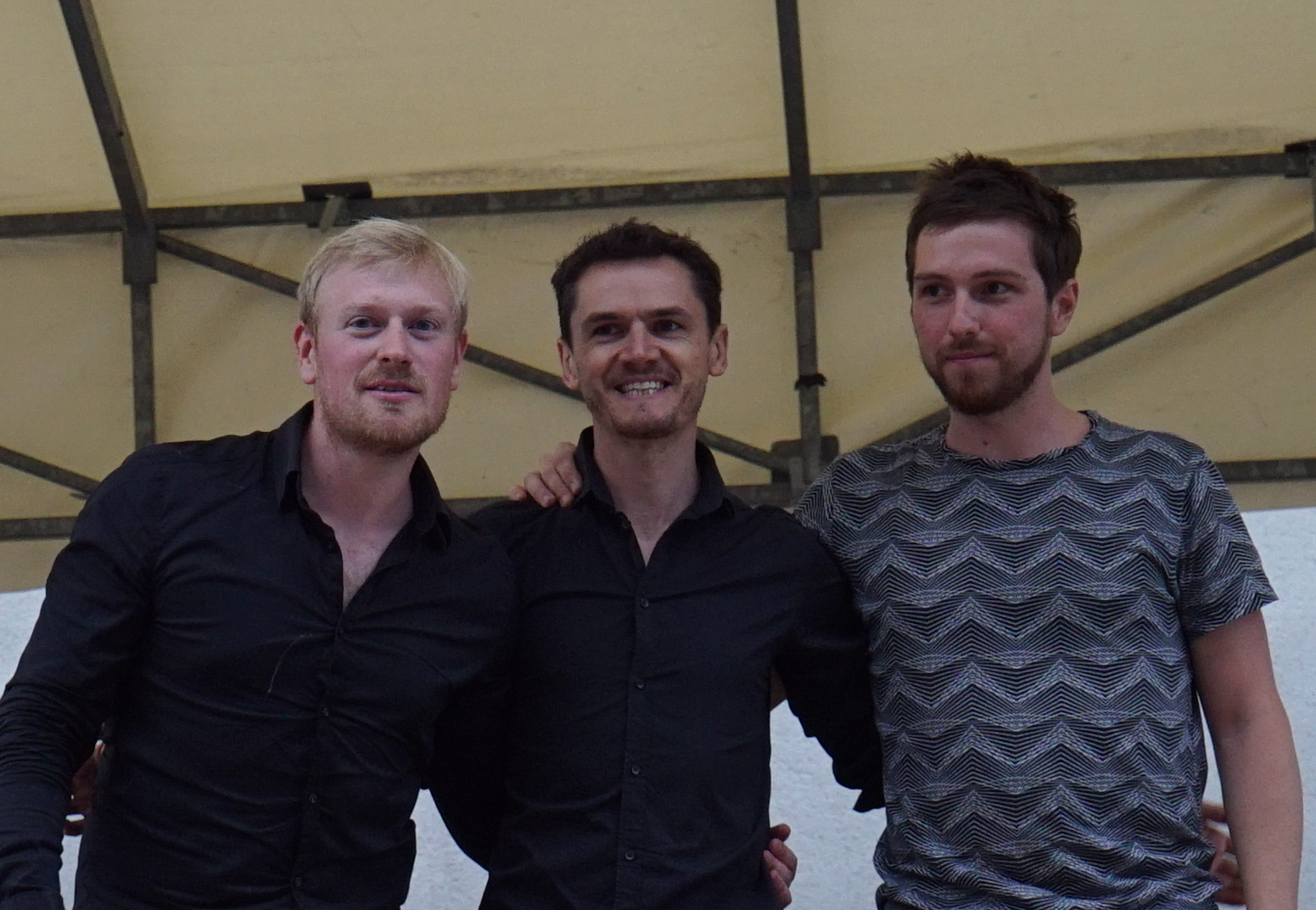
Laurent Derache (links) mit Ouriel Ellert und Martin Wangermée (2017)

Laurent Derache (* 17. Januar 1987 in Noyon) ist ein französischer Jazzmusiker (Akkordeon, Komposition).

## Leben und Wirken
Derache begann das Instrument zu erlernen, nachdem er mit sieben Jahren seinem Vater geholfen hatte, ein Akkordeonkonzert zu organisieren. Nach Unterricht am Konservatorium von Saint-Quentin nahm er an nationalen Wettbewerben teil; 2004 erhielt er den Prix Francis Baxter der SACEM. Von 2006 bis 2008 studierte er Jazz-Akkordeon in Reims; eine zusätzliche Ausbildung absolvierte er am Centre des Musiques Didier Lockwood, wo er 2009 ein Diplom erhielt; klassischen Kontrapunkt studierte er in Paris bei Jean-Michel Bardez.
Derache begleitete Sanseverino, Art Mengo, Véronique Sanson, Magyd Cherfi, Caroline Loeb, André Minvielle sowie Jean-Marie Machado. Er arbeitete mit dem Orchestre National de Lille, dem Balkan-Groove-Quintett Ygranka (Le tacot de Jeremia) und dem Quartett von Philippe Cornaz. Zudem gründete er sein eigenes Trio, mit dem er durch Europa und Nordamerika tourte und 2011 die Wettbewerbe der Jazzfestivals Vannes und Lagny gewann sowie 2013 den Sondersolistenpreis in Burghausen.
Mit seinem Trio, zu dem Ouriel Ellert und Martin Wangermée gehörten, veröffentlichte Derache das Album Life on Venus (2012) und die EP Escape (2014). Im Duo BellowShakers spielt er mit Schlagzeuger Franck Camerlynck. In Deutschland stellte er sich auch bei der Akkordeonale 2017 vor. Sein Spiel ist geprägt von Pianisten wie Keith Jarrett und Brad Mehldau. Er verbindet die Welt des lyrischen Jazz mit Einflüssen des klassischen Akkordeon-Repertoires. Weiterhin arbeitete er mit dem Subway Jazz Orchestra und mit Matthias Schwenglers Trio Soulcrane. Er ist außerdem auf Alben mit dem Matthieu Chazarenc Quartet (Canto, 2018), Dierk Peters (Ambrosia, 2019), dem Philippe Cornaz Slight Confusion Quartet (2014), Rue de Tanger (Simone 2020), Yvette Leglaire und Armand Amar zu hören.